# National Hockey League 1964/1965
National Hockey League 1964/1965 var den 48:e säsongen av NHL. De 6-lagen spelade 70 matcher i grundserien innan Stanley Cup inleddes den 1 april 1965. Stanley Cup vanns av Montreal Canadiens som tog sin 13:e titel, efter finalseger mot Chicago Black Hawks med 4-3 i matcher.
Ulf Sterner blev denna säsong den andre svenske ishockeyspelare att spela i NHL efter Gus Forslund som spelade i NHL säsongen 1932/1933. Sterner tillhörde New York Rangers och spelade fyra matcher utan att göra någon poäng.
Chicago Black Hawks-spelaren Stan Mikita vann poängligan för andra året i rad. Säsongen 1964/1965 fick han ihop 87 poäng, 28 mål och 59 assist.

## Grundserien
| Nr | Lag                 | S  | V  | O  | F  | GM  | IM  | MS  | P  |
| -- | ------------------- | -- | -- | -- | -- | --- | --- | --- | -- |
| 1  | Detroit Red Wings   | 70 | 40 | 7  | 23 | 224 | 175 | +49 | 87 |
| 2  | Montreal Canadiens  | 70 | 36 | 11 | 23 | 211 | 185 | +26 | 83 |
| 3  | Chicago Black Hawks | 70 | 34 | 8  | 28 | 224 | 176 | +48 | 76 |
| 4  | Toronto Maple Leafs | 70 | 30 | 14 | 26 | 204 | 173 | +31 | 74 |
| 5  | New York Rangers    | 70 | 20 | 12 | 38 | 179 | 246 | −67 | 52 |
| 6  | Boston Bruins       | 70 | 21 | 6  | 43 | 166 | 253 | −87 | 48 |

## Poängligan 1964/1965
Not: SM = Spelade matcher, M = Mål, A = Assists, Pts = Poäng
| Spelare         | Lag                 | SM | M  | A  | Pts |
| --------------- | ------------------- | -- | -- | -- | --- |
| Stan Mikita     | Chicago Black Hawks | 70 | 28 | 59 | 87  |
| Norm Ullman     | Detroit Red Wings   | 70 | 42 | 41 | 83  |
| Gordie Howe     | Detroit Red Wings   | 70 | 29 | 47 | 76  |
| Bobby Hull      | Chicago Black Hawks | 61 | 39 | 32 | 71  |
| Alex Delvecchio | Detroit Red Wings   | 68 | 25 | 42 | 67  |

## Slutspelet 1965
4 lag gjorde upp om Stanley Cup-bucklan, matchserierna avgjordes i bäst av sju matcher.
Semifinaler
Detroit Red Wings vs. Chicago Black Hawks
| Datum    | Hemma               | Mål | Borta               | Mål |
| -------- | ------------------- | --- | ------------------- | --- |
| 1 april  | Detroit Red Wings   | 4   | Chicago Black Hawks | 3   |
| 4 april  | Detroit Red Wings   | 6   | Chicago Black Hawks | 3   |
| 6 april  | Chicago Black Hawks | 5   | Detroit Red Wings   | 2   |
| 8 april  | Chicago Black Hawks | 2   | Detroit Red Wings   | 1   |
| 11 april | Detroit Red Wings   | 4   | Chicago Black Hawks | 2   |
| 13 april | Chicago Black Hawks | 4   | Detroit Red Wings   | 0   |
| 15 april | Detroit Red Wings   | 2   | Chicago Black Hawks | 4   |

Chicago Black Hawks vann semifinalserien med 4-3 i matcher
Montreal Canadiens vs. Toronto Maple Leafs
| Datum    | Hemma               | Mål | Borta               | Mål | Not      |
| -------- | ------------------- | --- | ------------------- | --- | -------- |
| 1 april  | Montreal Canadiens  | 3   | Toronto Maple Leafs | 2   |          |
| 3 april  | Montreal Canadiens  | 3   | Toronto Maple Leafs | 1   |          |
| 6 april  | Toronto Maple Leafs | 3   | Montreal Canadiens  | 2   | SD 04:17 |
| 8 april  | Toronto Maple Leafs | 4   | Montreal Canadiens  | 2   |          |
| 10 april | Montreal Canadiens  | 3   | Toronto Maple Leafs | 1   |          |
| 13 april | Toronto Maple Leafs | 3   | Montreal Canadiens  | 4   | SD 16:33 |

Montreal Canadiens vann semifinalserien med 4-2 i matcher

## Stanley Cup-final
Montreal Canadiens vs. Chicago Black Hawks
| Datum    | Hemma               | Mål | Borta               | Mål | Spelplats                |
| -------- | ------------------- | --- | ------------------- | --- | ------------------------ |
| 17 april | Montreal Canadiens  | 3   | Chicago Black Hawks | 2   | Montreal Forum, Montreal |
| 20 april | Montreal Canadiens  | 2   | Chicago Black Hawks | 0   | Montreal Forum, Montreal |
| 22 april | Chicago Black Hawks | 3   | Montreal Canadiens  | 1   | Chicago Stadium, Chicago |
| 25 april | Chicago Black Hawks | 5   | Montreal Canadiens  | 1   | Chicago Stadium, Chicago |
| 27 april | Montreal Canadiens  | 6   | Chicago Black Hawks | 0   | Montreal Forum, Montreal |
| 29 april | Chicago Black Hawks | 2   | Montreal Canadiens  | 1   | Chicago Stadium, Chicago |
| 1 maj    | Montreal Canadiens  | 4   | Chicago Black Hawks | 0   | Montreal Forum, Montreal |

Montreal Canadiens vann finalserien med 4-3 i matcher

## NHL awards
| 1964–65 NHL awards            | 1964–65 NHL awards                                |
| ----------------------------- | ------------------------------------------------- |
| Prince of Wales Trophy:       | Detroit Red Wings                                 |
| Art Ross Memorial Trophy:     | Stan Mikita, Chicago Black Hawks                  |
| Calder Memorial Trophy:       | Roger Crozier, Detroit Red Wings                  |
| Conn Smythe Trophy:           | Jean Beliveau, Montreal Canadiens                 |
| Hart Memorial Trophy:         | Bobby Hull, Chicago Black Hawks                   |
| James Norris Memorial Trophy: | Pierre Pilote, Chicago Black Hawks                |
| Lady Byng Memorial Trophy:    | Bobby Hull, Chicago Black Hawks                   |
| Vezina Trophy:                | Johnny Bower & Terry Sawchuk, Toronto Maple Leafs |

## All-Star
| Första                                 | Position | Andra                                |
| -------------------------------------- | -------- | ------------------------------------ |
| Roger Crozier, Detroit Red Wings       | M        | Charlie Hodge, Montreal Canadiens    |
| Pierre Pilote, Chicago Black Hawks     | B        | Bill Gadsby, Detroit Red Wings       |
| Jacques Laperrière, Montreal Canadiens | B        | Carl Brewer, Toronto Maple Leafs     |
| Norm Ullman, Detroit Red Wings         | C        | Stan Mikita, Chicago Black Hawks     |
| Claude Provost, Montreal Canadiens     | HF       | Gordie Howe, Detroit Red Wings       |
| Bobby Hull, Chicago Black Hawks        | VF       | Frank Mahovlich, Toronto Maple Leafs |